# Solayoh
Solayoh este piesa care va reprezenta Belarus la Concursul Muzical Eurovision 2013, interpretată de Aliona Lanskaia.